# Bergham (Stephansposching)
Bergham ist ein Gemeindeteil der Gemeinde Stephansposching im niederbayerischen Landkreis Deggendorf.

## Lage
Das Kirchdorf Bergham liegt etwa drei Kilometer nordöstlich von Stephansposching östlich anschließend an Steinkirchen in unmittelbarer Nähe der Donau auf der Gemarkung Steinkirchen.

## Geschichte
Im Jahr 916 erhielt der königliche Hofkaplan Reginolf eine Hube in Bergham. Perchaim wird später im zweiten Herzogsurbar (vor 1300) erwähnt. In der unter Ludwig dem Reichen vorgenommenen Hauptmannschaftseinteilung des Jahres 1464 ist Bergham als eine von zwölf Hauptmannschaften des Gerichts Natternberg eingetragen. 1474 und 1602 erscheint Bergham als Obmannschaft.
Bergham gelangte 1811 zum Steuerdistrikt Steinkirchen und war seit der Gemeindebildung 1821 ein Ortsteil der Gemeinde Steinkirchen. Nach deren Anschluss an die Gemeinde Michaelsbuch 1971 kam Bergham mit dieser am 1. Mai 1978 zur Gemeinde Stephansposching.
In kirchlicher Hinsicht gehört Bergham zur Pfarrei Michaelsbuch.

## Sehenswürdigkeiten
- Filialkirche St. Laurentius. Auf eine Vorgängerkirche aus der Zeit um 1200 folgte der jetzige spätgotische Backsteinrohbau des 15. Jahrhunderts. In der Barockzeit wurde die gesamte Kirche mit Ziegeln um etwa einen Meter erhöht und das Langhaus neu eingewölbt. Die Kirche hatte zwischenzeitlich das Patrozinium St. Petrus und St. Paulus und erst seit der zweiten Hälfte des 19. Jahrhunderts wieder St. Laurentius. 1905 erhielt die Kirche anstelle des bisherigen Dachreiters den heute vorhandenen Turm und ein Vorhaus. Im Altarraum befinden sich gotische Fresken, der Hochaltar und die beiden Eckaltärchen sind neugotisch.